# Incidentul armat de la Probotești din 29 iunie 1940
Incidentul armat de la Probotești din 29 iunie 1940 a fost un incident militar petrecut pe teritoriul județului interbelic Dorohoi în localitatea Probotești din ținutul Herța, pe drumul dintre Herța și Dorohoi. În incident au fost implicate o coloană de tancuri sovietice și trupe din Regimentul 16 Artilerie „Bacău”, aflate sub comanda colonelului Botă.

## Context
În vara anului 1940 în contextul amenințărilor cu care se confrunta Regatul României pe plan extern, regimentele 27 Dorobanți si 16 Artilerie au fost dislocate în plasa Herța.
Evacuarea teritoriilor basarabean și nord-bucovinean de către Armata României începând cu data de 28 iunie ca urmare a ultimatumului sovietic, a fost însoțită de aplicarea unor tactici foarte agresive de către trupele ruse și a avut ca urmare un număr mare de incidente și cazuri numeroase de morți și răniți din rândul trupelor române. Suplimentar, în dimineața zilei de 28 iunie 1940, Marele Stat Major român a emis dispoziții conform cărora trupele românești trebuiau să nu deschidă focul asupra trupelor sovietice, să nu reacționeze la provocările acestora și să nu distrugă proprietățile, iar comandanților li s-a cerut să intre în contact cu trupele sovietice.
Sovieticii nu au respectat nici măcar noua linie de frontieră impusă tot de ei, depășind-o și înaintând în adâncimea teritoriului – cum s-a întîmplat în Ținutul Herța la data de 29 iunie 1940. De asemenea, în perioada în care granița nu fusese definitiv stabilită de către comisia mixtă româno-sovietică, noua linie de demarcație era încălcată în mod frecvent și abuziv de către trupele ruse, iar jurnalele de luptă ale Diviziilor 7 și 25 Infanterie au descris intențiile trupelor ruse de a ocupa mai mult teritoriu decât statul rus luasere deja, conform celor specificate în ultimatumul din 26 iunie 1940.

## Incidentul
Depășind în ziua de 29 iunie 1940 linia de demarcație impusă Regatului României prin ultimatumul din 26 iunie 1940, trupele mecanizate sovietice au ajuns la sud de Herța în punctul numit Stejarul Scorburos din dreptul satului Probotești. Tancurile sovietice erau la a doua tentativă de înaintare în cursul aceleiași zile, după ce tentativa inițială eșuase datorită aruncării în aer a podurilor aflate atât la încrucișarea de drumuri de la intrarea în comuna Probotești cât și în interiorul satului Probotești, de către geniștii Batalionului 6 Pionieri din Divizia 6 Infanterie. 
Distrugerea acestora se făcuse din inițiativa individuală a sublocotenentului rezervist Nicolae St. Dinu Măcelaru. Acesta fiind specialist în distrugeri de poduri, căi ferate și șosele, fusese inițial delegat de către comandantul militar a zonei să monteze dispozitive de distrugere deservite de echipe de  pionieri în diverse punctele obligatorii de trecere situate între Dorohoi și Cernăuți, ca precauție în eventualitatea unui atac cu tancuri din partea trupelor ruse masate la stânga Nistrului. Această acțiune fusese însă contramandată ca efect al unui ordin direct venit pe cale ierarhică de la comanda superioară a armatei.
Trimis la data de 29 iunie 1940 în misiune de informare la Herța, sublocotenentul Măcelaru a luat contact cu civili din oraș care l-au informat că ofițerii ruși de pe tancuri cercetau o hartă  și cereau informații despre distanța care mai era de parcurs  până la Botoșani, limită prevăzută pe respectiva hartă să să fie ocupată de către trupele sovietice. Revoltat, ofițerul rezervist din proprie inițiativă și contrar ordinului primit de la colonelul  comandant al  brigăzii de infanterie din zonă de a nu activa dispozitivele de distrugere, a trimis urgent un agent de legătură la  echipele de pionieri de la Probotești, cu consemnul ca atunci când tancurile ajung la 500 m de obiective, acestea să fie aruncate în aer. Exploziile au creat senzația că drumul este  minat, astfel că inițial tancurile rusești s-au retras. Între timp, terenul a fost pregătit de către trupele române cu obstacole antitanc, drumurile de acces au fost minate și Regimentul 16  Artilerie Bacău a fost instalat pe poziție de apărare la limita comunei Probotești. dinspre Dorohoi.
Dat fiind că la adoua tentativă din 29 iunie 1940 trupele Armatei Roșii nu s-au mai oprit din înaintare, colonelul Botă a ordont un foc de avertisment. Ca urmare coloana sovietică a oprit, rușii au ridicat un steag alb și după deschiderea trapei unuia dintre tancuri, a ieșit un ofițer rus care a întrebat de ce a fost executat foc de artilerie. Realizând că nu mai pot înainta, rușii „și-au cerut iertre pentru greșeală”, dar aceasta nu i-a împiedicat să înceapă să monteze chiar în acel loc stâlpii de frontieră.

## Efecte
Ca efect, satul Probotești a fost dezmembrat de noua graniță,  iar refugiații au format două noi sate aflate la sudul noii frontiere: Racovăți și Mihai Viteazu.
Datorită posibilității ca tancurile sovietice să-și continue înaintarea spre Dorohoi, la începutul lunii iulie 1940 plasarea minelor antitanc a continuat pe drumul spre oraș. Suplimentar, în contextul în care militarii sovietici obișnuiau în acele zile să mute în defavoarea României bornele noii frontiere impuse, dinspre pozițiile Regimentului 27 Dorobanti au fost trase focuri de avertisment, astfel că bornele nu au mai fost mutate.